# August Reichensperger

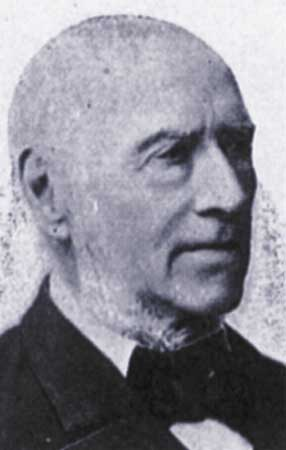
August Reichensperger

August Reichensperger (Coblenza, 1808-Colonia, 1895) fue un político y escritor alemán.

## Biografía
Nació el 22 de marzo de 1808 en Coblenza. Terminada la carrera de derecho, entró al servicio del gobierno en 1849 como consejero del tribunal de apelación de Colonia. Fue miembro del parlamento de Fráncfort en 1848, donde militó en la derecha, y del parlamento de Erfurt en 1850, donde votó en contra de plan de unión de Prusia. Desde 1850 hasta 1863 fue diputado de la cámara baja de Prusia, la Abgeordnetenhaus, y del Reichstag entre 1867 y 1884. Inicialmente de tendencias liberales, a partir de 1837 viró a posiciones conservadoras y fundó en 1852 el grupo católico que años más tarde se convirtió en el Partido del Centro. Falleció el 16 de julio de 1895 en Colonia.
Publicó varias obras sobre arte y arquitectura, entre las que se cuentan Die christlich-germanische Baukunst (Tréveris, 1852); Fingerzeige auf dem Gebiete der christlichen Kunst (Leipzig, 1854), y Augustus Pugin, der Neubegründer der christlichen Kunst in England (Friburgo, 1877).